# Saint-Pardoux-la-Croisille
Saint-Pardoux-la-Croisille  (en occitano Sent Pardos la Crosilha) es una comuna y población de Francia, en la región de Lemosín, departamento de Corrèze, en el distrito de Tulle y cantón de La Roche-Canillac.
Su población en el censo de 2008 era de 170 habitantes.
Está integrada en la Communauté de communes du Doustre et du Plateau des Étangs .

## Historia
Los primeros indicios de presencia humana en la comuna los encontramos en un yacimiento en Charles-Bas. En una franja arenosa que quedó descubierta temporalmente por las aguas de la Presa Valette, los arqueólogos descubrieron 36 herramientas y 72 lascas datadas entre el 12,500 y 11,750 a. C. Otro yacimiento, a orillas del Etang Ferrier, descubrió pedernales cortados, aunque es imposible datarlos.
En cuanto al arte megalítico, actualmente no se encuentra ningún monumento. Ahora bien, en los archivos antiguos del Castillo de Pebeyre se puede leer acerca una vivienda llamada "Teil à Peyrefiche" o "Peyraficha", que en occitano significa "Piedra plantada". Esto podría referirse a un megalito vertical ya desaparecido.
La llegada de los pueblos celtas a la región (concretamente los Lemovices) trajo consigo el trabajo del hierro y nuevos ritos funerarios. Fruto de esto y al igual que en otras comunas como Marcillac-la-Croisille o Saint-Priest-de-Gimel, se encuentran túmulos en Saint-Pardoux-la-Croisille. Destaca uno cercano al castillo, en dirección a la Cisternie, aunque nunca se han realizado excavaciones.
Tras la derrota de este pueblo en la Batalla de Alesia y la conquista a manos de Julio César de la Galia (del 58 al 51 a. C.), comienza el proceso de romanización. Reflejo de esto son los topónimos acabados en "AT" o "AC". Destacan dos ejemplos:
- Plaziat, que anteriormente terminaba en "c", significa "dominio de Placio", pues tiene como origen los nombres latinos "Placius" (Placio, un hombre romano) y "Acum" (dominio"), del cual solo quedaron las dos últimas letras: "AC ".
- Mensac, que aparece en documentos antiguos con una "t", tiene como nombres originales "Mincius" y "Acum": "dominio de Mincius".

Durante el periodo de la Revolución Francesa y como resultado de un decreto de la Convención, el nombre de la comuna pasó a ser Bellone.
Entre 1945 y 1949, se construye la Presa Valette y la compuerta que transportaba agua a la fábrica Marcillac. Los trabajadores (prisioneros alemanes y trabajadores argelinos, españoles, franceses y portugueses) se instalaron en cuarteles construidos a las orillas del actual lago. La subida del nivel del agua inundó molinos como el de Jaloux, y el pueblo de Charles-Bas.

## Demografía
| 206 | 240 | 176 | 168 | 173 | 157 | 170 |
| Para los censos de 1962 a 1999 la población legal corresponde a la población sin duplicidades (Fuente: INSEE [Consultar]) |     |     |     |     |     |     |